# 褒中县
褒信县，中国古代县名。
在西汉时期初次设立，治所在今陕西省汉中市西北的褒城镇以东一带，属汉中郡。东汉末年移治于今汉中市西北大钟寺。东晋义熙年间改名苞中县。南朝宋时此县被废置，北魏永平四年（511年）复置，并为褒中郡治所。隋朝开皇初年改名为褒内县。